# واردن‌بورخ
واردن‌بورخ (به هلندی: Waardenburg) یک منطقهٔ مسکونی در هلند است که در نیرینن واقع شده‌است. واردن‌بورخ ۲٬۳۳۰ نفر جمعیت دارد.